# Reich und berühmt
Reich und berühmt (Originaltitel: Rich and Famous, Alternativtitel Die wilden Reichen) ist ein US-amerikanisches Filmdrama von 1981. Er ist das letzte Werk des Regisseurs George Cukor. Der Film basiert auf dem Stück Old Acquaintance von John Van Druten aus dem Jahr 1940, das bereits 1943 von Vincent Sherman unter dem Originaltitel verfilmt wurde.

## Handlung
Liz Hamilton, eine junge Frau mit literarischen Ambitionen, und Merry Noel Blake, eine blonde Schönheit aus Atlanta, sind Freundinnen. Sie lernen sich in den 1950er Jahren am Smith College kennen. Kurz nach ihrem College-Abschluss schreibt Liz ein von der Kritik gefeiertes Buch. Privat findet sie jedoch kein Glück. Sie verliert sich in unglücklichen Beziehungen und One-Night-Stands.
In der Zwischenzeit erfüllt sich Merry ihren Wunsch nach einem häuslichen Leben. Sie heiratet Doug Blake und bekommt Kinder. Die Familie lebt in einem Strandhaus in Malibu. Obwohl Merry glücklich ist, beneidet sie Liz um ihren Ruhm als Autorin. Merry beschließt daher, ebenfalls ein Buch zu schreiben. Ihr literarisch wenig anspruchsvoller Roman über das Leben in Malibu findet nur dank der Beziehungen von Liz einen Verleger. Zur Überraschung vieler wird das Buch jedoch ein Bestseller und Merry zu einem Liebling der Medien. Ihr Ruhm übertrifft bald denjenigen von Liz, die unter einer hartnäckigen Schreibblockade leidet. Diese neue und unerwartete Konstellation führt zu Eifersucht zwischen den alten Freundinnen und zu Problemen in Merrys Ehe.

## Produktionshintergrund
Rich and Famous befand sich seit 1976 in den Vorbereitungen. Ursprünglich sollte Robert Mulligan Regie führen, er wurde allerdings später durch den 82-jährigen George Cukor ersetzt, für den dieser Film sein 50-Jahr-Jubiläum als Filmregisseur sowie sein 20. Film für Metro-Goldwyn-Mayer war. Offiziell schied Mulligan aus, da ein Streit der Gewerkschaft der Drehbuchautoren die Dreharbeiten verschob und er bereits einem anderen Projekt zugesagt hatte. Allerdings schreibt der amerikanische Filmwissenschaftler Emannuel Levy, dass Mulligan und Jacqueline Bisset sich nicht verstanden hätten und er wohl deshalb das Projekt verließ. Nachdem Cukor beschäftigt wurde, bestellte er größere und exzessiver wirkende Filmsets, um den Film glamouröser zu machen. Mit seiner Forderung, eine von ihm als geschmacklos empfundene Szene, in der Bissets Figur mit einem fremden Mann auf der Toilette Sex hat, zu streichen, setzte sich Cukor hingegen nicht durch. Dennoch blieb der Film am Ende mit 10,2 Millionen US-Dollar Produktionskosten unter dem eigentlich geplanten Budget von elf Millionen Dollar.
Für die Schauspielerinnen Meg Ryan und Nicole Eggert war Reich und berühmt ihr erster Kinofilm.

## Kritiken
Emanuel Levy schreibt, dass dieser Film im Vergleich zu der Version von 1943 sowie allen anderen Cukor-Filmen sexuell expliziter sei. Er habe den Film nicht als ernsthaftes Melodram inszeniert, sondern mit Ironie und Humor aufgewertet. Bissets Darstellung sei allerdings „oberflächlich und humorlos“ geraten.
Der Filmdienst schreibt: „Melodram um die Illusion von Geld und Ruhm, dessen ironische Dialoge und hervorragende schauspielerische Leistungen einen guten Unterhaltungsfilm ergeben.“